# Thanks for the Dance
Thanks for the Dance es un álbum de estudio póstumo del cantautor canadiense Leonard Cohen, publicado por la compañía discográfica Columbia Records el 22 de noviembre de 2019. Es la primera publicación de Cohen tras su fallecimiento en noviembre de 2016 e incluye la colaboración de músicos como Beck, Jennifer Warnes, Damien Rice y Leslie Feist. La canción «The Goal» fue publicada como primer sencillo el 20 de septiembre.
Descrito como una «continuación» del trabajo anterior de Cohen, You Want It Darker (2016), las voces del álbum fueron grabadas durante las mismas sesiones, con Adam, el hijo de Cohen, señalando que el trabajo no debe ser considerado como un álbum «de descartes o de caras B».

## Trasfondo
Las canciones de Thanks for the Dance incluyen "bocetos" que quedaron de las sesiones de You Want It Darker, el último trabajo discográfico de Leonard Cohen, y que fueron terminados por su hijo Adam en un "garaje cerca de la antigua casa de su padre" a petición suya. Sobre las canciones, Adam comentó: «Si hubiéramos tenido más tiempo y mi padre hubiera estado mejor de salud, lo habríamos terminado. Tuvimos conversaciones sobre qué instrumentación y qué sentimientos quería que evocara el trabajo completado; lamentablemente, se dio el hecho de que tuviera que completarlos sin él».

## Lista de canciones
Todas las canciones escritas y compuestas por Leonard Cohen. 
| N.º | Título                      | Duración |  |
| 1.  | «Happens to the Heart»      | 4:33     |  |
| 2.  | «Moving On»                 | 3:11     |  |
| 3.  | «The Night of Santiago»     | 4:15     |  |
| 4.  | «Thanks for the Dance»      | 4:13     |  |
| 5.  | «It's Torn»                 | 2:57     |  |
| 6.  | «The Goal»                  | 1:12     |  |
| 7.  | «Puppets»                   | 2:39     |  |
| 8.  | «The Hills»                 | 4:17     |  |
| 9.  | «Listen to the Hummingbird» | 2:00     |  |

## Personal
| - Leonard Cohen – voz (1-9) - Erika Angell – coros (8) - Kobi Arditi – trombón (1) - Avi Avital – mandolina (2) - Beck – arpa de boca (3) y guitarra acústica (3) - Romain Bly – trompeta (1) - Charlie Bisharat – violín (1) - Jacob Braun – chelo (1) - David Campbell – conductor (1) - Cantus Domus – coros (7) - Matt Chamberlain – batería (8) y percusión (8) - Michael Chaves – bajo (1,2,3,4,5,7,9), guitarra acústica (1,5,8), palmas (3), batería (4), percusión (5), guitarra eléctrica (7,8) y sintetizador (8) - Adam Cohen – guitarra acústica (3), palmas (3), sintetizador (7) y voz (9) - Stewart Cole – trompeta (4), fliscorno (4), clarinete (4) y sintetizador (4) - Carlos de Jacoba – guitarra acústica (3) - Andre Deritter – conductor (1) - George Doering – ukelele (4) | - Andrew Duckles – viola (1) - Leslie Feist – coros (4) - Caimin Gilmore – contrabajo (1) - Larry Goldings – flauta (1) y piano (9) - Steve Hassett – coros (9) - Rob Humphreys – percusión (1) - Daniel Lanois – piano (1,3), coros (3) y efectos de guitarra (5) - Lilah Larson – coros (8) - Patrick Leonard – piano (6) - Javier Mas – laúd (1,4), guitarra acústica (2,3,4,6,9) y palmas (3) - Dustin O'Halloran – piano (5) - Georg Paltz – clarinete (1) - Silvia Perez Cruz – coros (2,3) - Zac Rae – piano (1,3), platillos (2), wurlitzer (2,3), vibráfono (2,4), piano de juguete (2), sintetizador (3,5), órgano (4), cítara (5), cuerdas (6,7), piano (7), campana (7) y teclados (9) - Zoe Randell – coros (9) - Mariza Rizou – coros (2) - Richard Reed Parry – bajo (3) | - Damien Rice – coros (9) - Sharon Robinson – percusión (5) y coros (5) - Shaar Hashomayim Men's Choir – coro (7) - Jason Sharp – saxofón (8) - Jessica Staveley-Taylor – coros (9) - Mishka Stein – bajo (8) - Aaron Sterling – platillos (4) - Dave Stone – bajo (1) - Alistair Sung – chelo (1) - Molly Sweeney – coros (8) - Jamie Thompson – batería (8) - Maaike van der Linde – flauta (1) - Marlies van Gangelen – oboe (1) - Josefina Vergara – violín (1) - Mariam Wallentin – coros (9) - Jennifer Warnes – coros (4) - Patrick Watson – órgano (8), sintetizador (8 y 9), arreglos de vientos (6) |

## Posición en listas
| País                                | Posición |
| ----------------------------------- | -------- |
| Alemania (Media Control Charts)     | 5        |
| Australia (ARIA)                    | 11       |
| Austria (Ö3 Austria)                | 2        |
| Bélgica (Ultratop flamenca)         | 1        |
| Bélgica (Ultratop valona)           | 10       |
| España (PROMUSICAE)                 | 7        |
| Canadá (Billboard Canadian Albums)  | 1        |
| República Checa (ČNS IFPI)          | 7        |
| Dinamarca (Hitlisten)               | 3        |
| Estados Unidos (Billboard 200)      | 61       |
| Finlandia (Suomen Virallinen Lista) | 17       |
| Francia (SNEP)                      | 15       |
| Hungría (MAHASZ)                    | 23       |
| Irlanda (IRMA)                      | 6        |
| Italia (FIMI)                       | 11       |
| Nueva Zelanda (Recorded Music NZ)   | 4        |
| Noruega (VG-lista)                  | 2        |
| Países Bajos (Album Top 100)        | 5        |
| Polonia (ZPAV)                      | 5        |
| Portugal (AFP)                      | 1        |
| Suecia (Sverigetopplistan)          | 6        |
| Suiza (Schweizer Hitparade)         | 4        |
| Reino Unido (UK Albums Chart)       | 7        |